# Arradon
Arradon is een  gemeente in het Franse departement Morbihan (regio Bretagne). De plaats maakt deel uit van het arrondissement Vannes. De gemeente telde 5.820 inwoners op 1 januari 2022.

## Geografie
De oppervlakte van Arradon bedroeg op 1 januari 2022 18,49 vierkante kilometer; de bevolkingsdichtheid was toen 314,8 inwoners per km². Arradon ligt aan de Golf van Morbihan, tegenover het eiland Île aux Moines. 

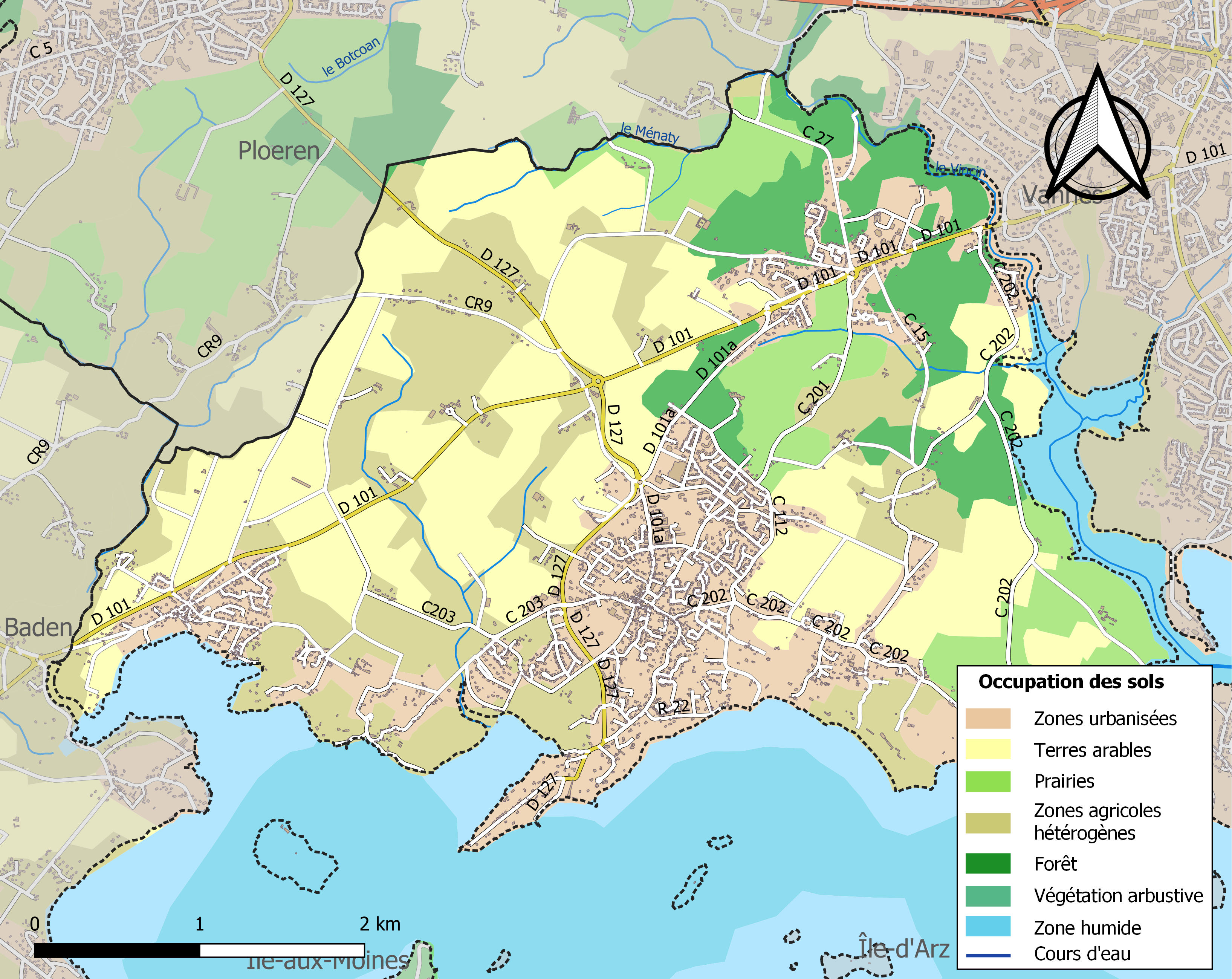
Kaart van de gemeente met de belangrijkste infrastructuur, bodemgebruik en omliggende gemeenten

## Demografie
Onderstaande figuur toont het verloop van het inwonertal, bron: INSEE-tellingen. 